# Ruta G-60
Es una Carretera Chilena que abarca las Regiones de Libertador Bernardo O´Higgins y Metropolitana de Santiago en el Valle Central de Chile. La Carretera se inicia en Melipilla y finaliza en la Central Hidroeléctrica Rapel. Al oriente de Melipilla, recorre la Autovía de Melipilla.

## Áreas Geográficas y Urbanas
- kilómetro 0 Autopista del Sol.
- Comienzo de la Autovía de Melipilla en Pomaire.
- Fin de la Autovía de Melipilla en Chocalán.
- kilómetro 42 Las Arañas y Acceso a Carretera de la Fruta.
- kilómetro 57 Central Hidroeléctrica Rapel.

- Datos: Q6113986